# Dasyskenea suavis
Dasyskenea suavis is een slakkensoort uit de familie van de Skeneidae. De wetenschappelijke naam van de soort is voor het eerst geldig gepubliceerd in 2003 door Fasulo & Cretella.